# James Wallington
James Robert Wallington, Jr. (ur. 28 lipca 1944 w Filadelfii, zm. 19 kwietnia 1988 w Lawrence) – amerykański bokser, medalista olimpijski i mistrz igrzysk panamerykańskich.
Startował w wadze lekkopółśredniej (do 63,5 kg). Zdobył w niej złoty medal na igrzyskach panamerykańskich w 1967 w Winnipeg.
Na igrzyskach olimpijskich w 1968 w Meksyku zdobył brązowy medal w kategorii lekkopółśredniej  po wygraniu trzech walk i przegranej w półfinale (pokonał go Kubańczyk Enrique Regüeiferos).
Był mistrzem Stanów Zjednoczonych w wadze lekkopółśredniej w 1966 i 1967.
Nie przeszedł na zawodowstwo.